# Richárd
A Richárd germán eredetű férfinév. Jelentése: hatalmas, uralkodó + erős, merész. Női párja: Rikarda.

## Rokon nevek
- Rihárd:[1] a Richárd alakváltozata.[2]
- Rikárdó:[1] a Richárd spanyol alakváltozata.

## Gyakorisága
Az 1990-es években a Richárd igen gyakori, a Rihárd és a Rikárdó szórványos név volt, a 2000-es évek elején a Richárd a 27-42. leggyakoribb férfinév, a Rihárd és a Rikárdó nem szerepel az első százban.

## Névnapok
Richárd, Rihárd, Rikárdó
- február 7.[2]
- április 3.[2]
- szeptember 18.[2]
- november 15.[2]

## Híres Richárdok, Rihárdok, Rikárdók
- Richard Burns rally világbajnok
- Richard Dean Anderson amerikai színész
- Richard Burton angol színész
- Richard Clayderman francia pop-zongorista
- Richard Crenna amerikai színész (1926–2003)
- Richard Feynman amerikai fizikus
- Richard Gasquet francia teniszező
- Gelich Richárd katonatiszt, katonai szakíró
- Richard Gere amerikai színész
- Richard Norton ausztráliai színész, harcművész
- Richard Griffiths angol színész
- Richard Harris ír színész (1930–2002)
- Hári Richárd színész
- Richard Z. Kruspe német zenész
- Richard Kiel amerikai színész
- Richard Leakey angol őstörténet-kutató
- Richard Nixon amerikai elnök
- Richard Pryor amerikai színész, komikus
- Richard Starkey, alias Ringo Starr, angol zenész, a Beatles dobosa
- Richard Strauss német zeneszerző
- Thuróczy Richard rádiós műsorvezető
- Richard Wagner német zeneszerző
- Richard Trevithick angol mérnök, bányamérnök, a magas nyomású gőzgép-, illetve az első működő gőzmozdony megalkotója

### Királyok
- I. (Oroszlánszívű) Richárd angol király
- II. Richárd angol király
- III. Richárd angol király